# Saint-Paul (Altos Pirenéus)
Saint-Paul é uma comuna francesa na região administrativa de Occitânia, no departamento dos Altos Pirenéus. Estende-se por uma área de 6,85 km². Em 2010 a comuna tinha 319 habitantes (densidade: 46,6 hab./km²).